# Bahamasmaragdkolibri
Der Bahamasmaragdkolibri oder Bracesmaragdkolibri (Riccordia bracei, Synonym: Chlorostilbon bracei) ist eine ausgestorbene Kolibri-Art, die auf New Providence, der Hauptinsel der Bahamas, heimisch war.

## Beschreibung
Die Körperlänge betrug 9,5 cm, die Flügellänge 11,4 cm und die Schwanzlänge 2,7 cm. Der schwarze Schnabel war leicht gekrümmt und konisch zugespitzt. Die Füße waren schwarz. Der Rücken wies eine bronzegrüne Färbung mit einem goldenen Schimmer auf. Der Kopf war ähnlich dem Rücken gefärbt, besaß allerdings keinen Goldschimmer. Direkt hinter den Augen befand sich ein weißer Fleck. Die Kehle schimmerte in prachtvollen blaugrünen Tönen. Am Bauch waren die Federn grün und besaßen aschgraue Spitzen. Die Flügel wiesen einen violetten Farbton auf. Die Schwanzfedern waren grünlich. Die Unterschwanzdecken waren grau mit einer schwachen zimtfarbenen Tönung an den Rändern.

## Status und Aussterben
Der Bahamasmaragdkolibri war über 100 Jahre nur durch ein einzelnes männliches Exemplar bekannt, das der amerikanische Botaniker Lewis Jones Knight Brace am 13. Juli 1877 ca. 4,8 km von Nassau entfernt im Binnenland von New Providence erlegte. Der Balg, der an der Kehle stark beschädigt ist, befindet sich heute in der Smithsonian Institution. Dieser kleine Kolibri wurde lange Zeit von der Fachwelt ignoriert. 1880 wurde die Art ohne Kommentar als Synonym für den Kubasmaragdkolibri (Riccordia ricordii) gelistet. Bis in die 1930er Jahre wurde der einmalige Status des Holotypus überhaupt nicht berücksichtigt und man sah ihn als Exemplar des Kubasmaragdkolibris an, das nur zufällig auf New Providence gestrandet war. 1945 listete ihn der amerikanische Ornithologe James Bond als Unterart Riccordia ricordii bracei und machte damit erstmals auf die Unterschiede zwischen Riccordia ricordii und Riccordia bracei aufmerksam. Im Gegensatz zur kubanischen Rasse war das Exemplar von New Providence kleiner, hatte einen längeren Schnabel und ein abweichendes Gefieder. 1982 fanden die beiden Paläontologen William Hilgartner und Storrs Lovejoy Olson bei Forschungsarbeiten in einer Höhle auf New Providence fossile Knochen aus dem Pleistozän von drei verschiedenen Kolibriarten. Die drei Arten waren der fossile Riesenkolibri Philodice evelynae, Riccordia ricordii und eine Art, die man später als Riccordia bracei identifizierte. Da sich die Knochenfunde von Riccordia ricordii und Riccordia bracei stark unterschieden, war der Beweis erbracht, dass Brace eine neue Vogelart entdeckt hatte, die seit dem Pleistozän auf New Providence lebte. Sie bildete eine Reliktpopulation und starb vermutlich durch Lebensraumverlust und menschliche Störungen Ende des 19. Jahrhunderts aus.